# Dammartin-sur-Tigeaux
Dammartin-sur-Tigeaux ist eine französische Gemeinde mit 1.268 Einwohnern (Stand: 1. Januar 2022) im Département Seine-et-Marne in der Region Île-de-France. Sie gehört zum Arrondissement Meaux und zum Kanton Fontenay-Trésigny (bis 2015: Kanton Rozay-en-Brie).
Die Einwohner werden Dammartinois genannt.

## Geographie
Dammartin-sur-Tigeaux liegt etwa 50 Kilometer ostsüdöstlich von Paris. Der Grand Morin begrenzt die Gemeinde im Nordosten.
Die Route nationale 36 begrenzt die Gemeinde im Westen.

### Nachbargemeinden
Umgeben ist Dammartin-sur-Tigeaux von den Gemeinden Tigeaux im Norden, Guérard im Osten, Mortcerf im Süden sowie Villeneuve-le-Comte im Westen.

## Bevölkerungsentwicklung
| Jahr      | 1962 | 1968 | 1975 | 1982 | 1990 | 1999 | 2006 | 2013 |
| Einwohner | 424  | 408  | 476  | 500  | 593  | 731  | 816  | 965  |

## Sehenswürdigkeiten
- Kirche Saint-Martin aus dem 11. Jahrhundert

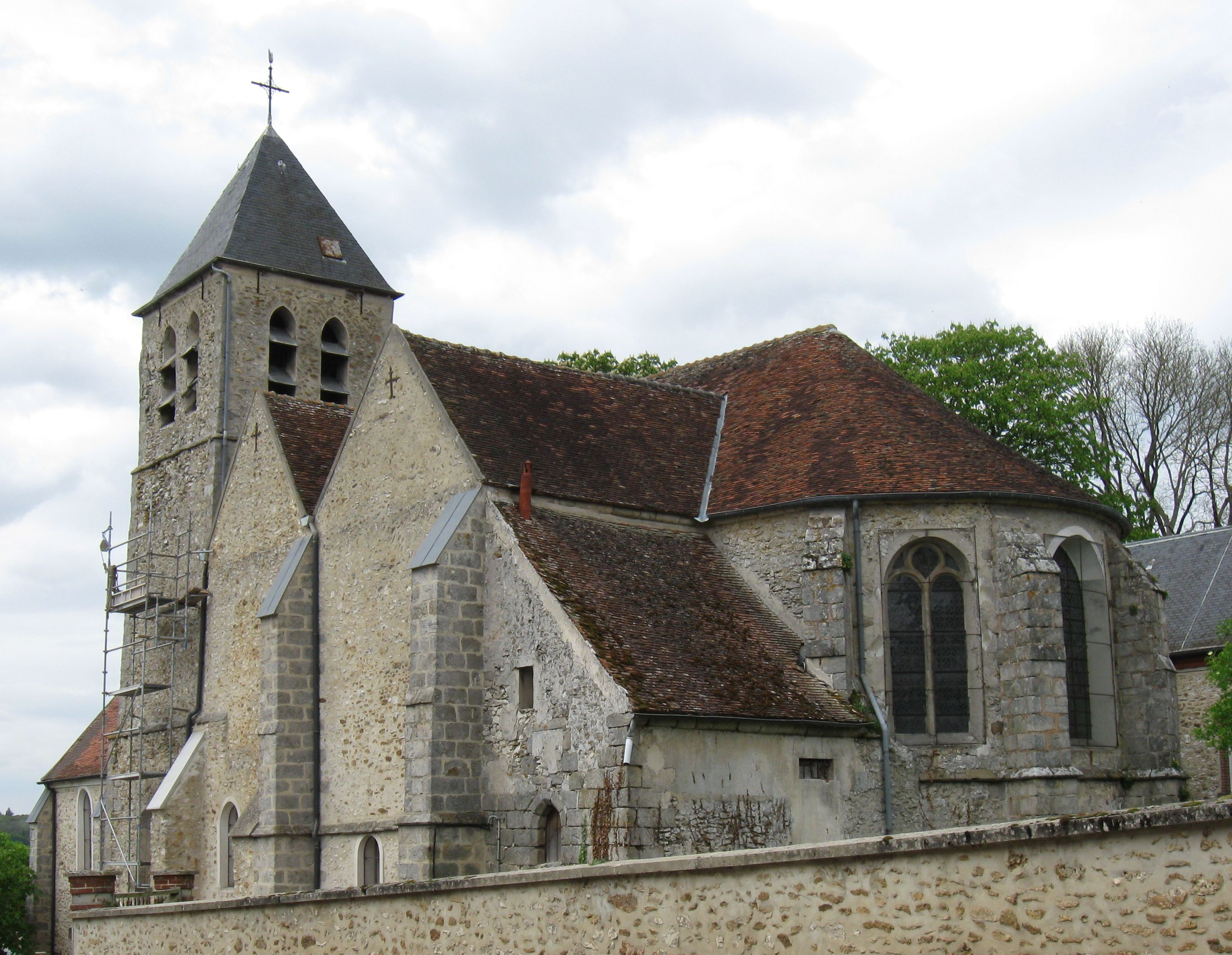
Kirche Saint-Martin